# W3C MMI

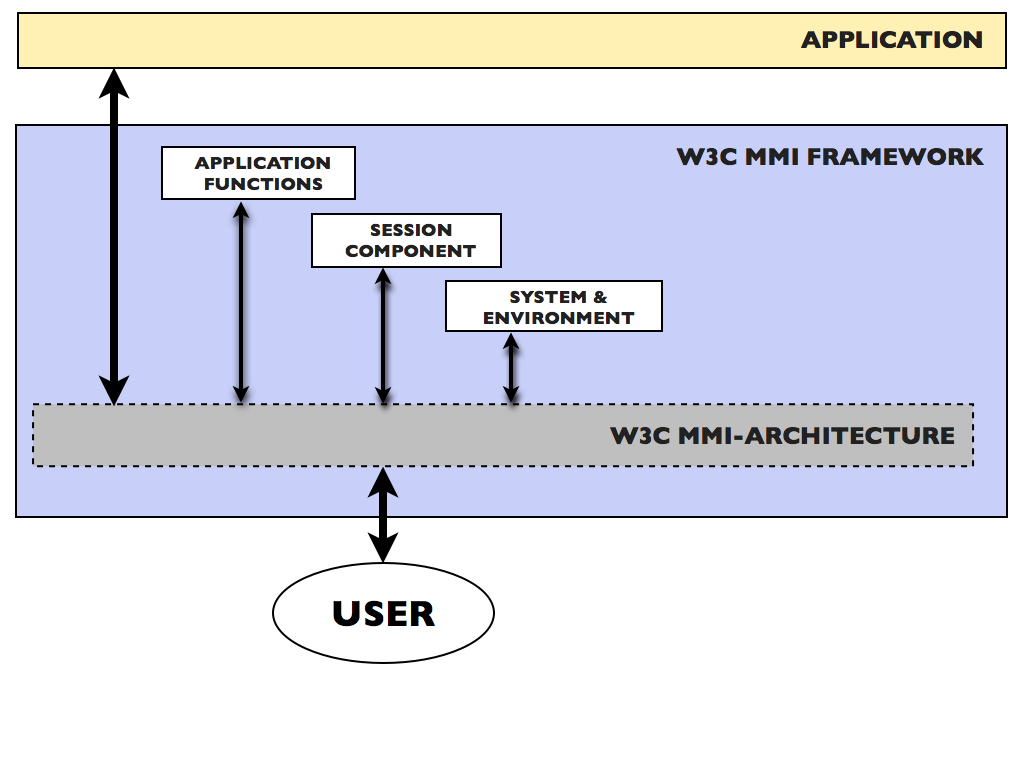
Framework MMI

La Actividad de Interacción Multimodal (Multimodal Interaction Activity) es una iniciativa W3C buscando proveer significado, mayormente sobre XML para soportar escenarios de Interacción Multimodal sobre la World Wide Web. Esta actividad fue lanzada en 2002.

## Productos
El Grupo de Trabajo de Ingeniería de Internet del Framework de Interacción Multimodal ha lanzado los productos:
- el Framework de Interacción Multimodal, proveyendo un framework para la comunicación multimodal y los tipos de lenguajes de marca considerados.
- Un conjunto de casos de uso.
- Un conjunto de requerimientos del núcleo, lo cual describe los requerimientos fundamentales para el direccionamiento en futuras especificaciones.

El grupo de dispositivos que son considerados son teléfonos móviles, telemática de automóviles y PCs conectadas a Internet.[cita requerida]

## Trabajo Actual
Las siguientes especificaciones XML, ya están direccionadas a varias partes del Núcleo de Requerimientos:
- EMMA (Extensible Multi-Modal Annotations): un formato de intercambio de datos para la interfaz entre procesadores de entrada y sistemas de administración de interacción. Define los significados de los reconocedores para anotar datos específicos de las aplicaciones con información como puntuaciones de confianza, time stamps, modo de entrada, por ejemplo: presionar tecla, discurso o pluma, hipótesis de reconocimiento alternativo, resultados de reconocimiento parcial, etc.
- InkML  un lenguaje XML para el rastro digital de tinta: un formato de intercambio de datos XML para tinta entrada con un lapicero o pluma electrónica como parte de un sistema multimodal.
- Arquitectura Multimodal: Una arquitectura flojamente acoplada en el framework de interacción multimodal que se enfoca en proveer un significado general de los componentes para comunicarse con otros, además infraestructura básica para el control de la aplicación y los servicios de la plataforma.[2]
- Emotion Markup Language: EmotionML provee representaciones de emociones y estados relacionados para aplicaciones tecnológicas.[cita requerida]